# 정병하 (조선)
정병하(鄭秉夏, 1849년 ~ 1896년 2월 11일)는 조선 말기의 관리이다. 본관은 온양(溫陽). 자는 자화(子華). 호는 남고(南皐)이다.

## 생애
중인(中人) 출신이다. 1882년 김옥균이 일본에 사찰을 갈 때 수행하여 처음으로 일본을 방문했다. 이후 김옥균을 따라 철저한 개화파 추종자가 되었다. 1895년 을미사변 당시 '내장원경(內藏院卿)'으로서 궁궐 당직을 맡고 있었다. 을미사변 후 이틀만에 민비 폐비를 주장하고, 스스로 폐비조칙을 작성했다. 1895년 12월 30일(음력 11월 15일) 단발령 선포 직후 고종이 시범을 보여야 한다고 압박해, 정병하가 고종의 머리카락을 잘랐다. 1896년 2월 11일 아관파천 당일 역적으로 처단되어 경무청 앞에서 순검들에게 참살됐다. 시신은 종로에 전시됐는데 군중들이 시신을 다시 찢어서 절단냈다고 한다.